# Sam Black Church
I Sam Black Church (noti anche come SBC) sono stati un gruppo hardcore punk appartenente alla scena hardcore di Boston, attivo tra il 1988 e il 2000. La band prendeva il suo nome dalla comunità di Sam Black Church, nella Virginia Occidentale.

## Storia
I Sam Black Church erano noti per le loro energiche performance live e per la sua musica, che loro stessi definivano un misto di hardcore punk, heavy metal, e thrash metal, ispirato da Bad Brains, Clutch, Motörhead, Cro-Mags, TREE, Fear e Helmet.
Dopo aver pubblicato i primi tre EP su Taang! Records, i Sam Black Church ruppero con l'etichetta e firmarono con la Wonderdrug Records, con la quale pubblicarono fino allo scioglimento.
La band si è riunita per un solo live il 22 settembre 2007 al Roxy Club di Boston, con Unearth, Madball e Darkbuster come warm-up.

## Formazione
- Jet - voce
- Ben Crandall - chitarra (1988 - 1998)
- Zack - chitarra (1998 - 2000)
- Richard G. Lewis - basso
- J.R. Roach - batteria
- Zack Adrien - chitarra

## Discografia

### Album di studio
- 1993 - Let in Life (Taang! Records)
- 1995 - SuperChrist (Wonderdrug Records)
- 1997 - That Which Does Not Kill Us... (Wonderdrug Records)
- 1998 - The Black Comedy (Wonderdrug Records)

### EP
- 1989 - Unincorporated (Taang! Records)
- 1993 - Sam Black Church (Taang! Records)

### Raccolte
- 2001 - For We Are Many: The Best of Sam Black Church (Wonderdrug Records)